# Transformation
Transformation is een studioalbum van Phil Thornton uit 1989. Het is het eerste album dat hij opnam in zijn thuisstudio, later Expandibubble genaamd, zodat hij niet op de kosten hoefde te letten. Het motto van het album is ontleend aan Plato: Muziek en ritme vinden hun weg naar de geheime plekken in de ziel. Het album bevat chill-outmuziek, een stroming die toen nog geen duiding had. In 1999 werd het album opnieuw uitgegeven door Castle Records.

## Musici
- Phil Thornton – blokfluiten, akoestische gitaar, toetsinstrumenten
- Ian Barnet – akoestische gitaar

## Muziek
Alles door Thornton

| Nr. | Titel          | Duur  |
| --- | -------------- | ----- |
| 1.  | Transformation | 14:05 |
| 2.  | Island lagoon  | 11:55 |
| 3.  | Casting pearls | 14:58 |
| 4.  | Worlds apart   | 11:02 |